# Ugo II di Baux
Ugo II di Baux, italianizzato in Ugo II del Balzo (... – 1177), è stato 5º signore di Baux-de-Provence dal 1150 al 1177.
Era figlio di Raimondo I di Baux e della di lui consorte Etienette Stéphanie de Gèvaudan (1100 - 1163).
Lo storico Jean-Pierre Papon lo segnala come testimone, insieme a suo padre, nella restituzione dei beni usurpati alla chiesa d'Arles da Alfonso Giordano, conte di Tolosa.